# Нерюктяйинск 1-й
Нерюктя́йинск 1-й (якут. Бастакы Нөөрүктээйи) — село в Олёкминском районе Республики Саха (Якутия) России. Административный центр Нерюктяйинского 1-го наслега

## География
Село находится на расстоянии 50 км к западу от города Олёкминск, административного центра района.

## Население
| 2002 | 2010  | 2021 |
| ---- | ----- | ---- |
| 1055 | ↘1015 | ↘509 |

## Улицы
| - ул. Гаражная, - ул. Еловая, - ул. Идельгина, - ул. Молодёжная, - ул. Набережная, - ул. Озёрная, | - ул. Победы, - ул. Полевая, - ул. Портовская, - ул. Родниковая, - ул. Солнечная, - ул. Сосновая, | - ул. Таёжная, - ул. Центральная, - ул. Церковная, - ул. Школьная, - ул. Ямщицкая. |